# Liste der reichsten Familien
Diese Liste der reichsten Familien enthält die 25 reichsten Familien der Welt, gemäß den Angaben in der jährlichen Liste „The World’s Richest Families“ des Wirtschaftsmagazins Bloomberg (Stand: August 2021).

## Liste (Stand 2021)
Die Rangliste schließt Vermögen der ersten Generation und Vermögen, die von einem einzigen Erben kontrolliert werden, aus. Familien, deren Vermögensquelle zu diffus oder undurchsichtig ist, um bewertet zu werden, werden ebenfalls ausgeschlossen.
| Rang | Familie                                    | Bekannte Mitglieder | Land               | Vermögen (in Mrd. US$) | Quelle                          |
| ---- | ------------------------------------------ | --- | ------------------ | ---------------------- | ------------------------------- |
| 1    | Familie Walton                             | Sam Walton, Jim Walton, Alice Walton, S. Robson Walton, Lukas Walton, Christy Walton, Ann Walton Kroenke, Nancy Walton Laurie                      | Vereinigte Staaten | 238,2                  | Walmart                         |
| 2    | Familie Mars                               | Forrest Mars senior, John Franklyn Mars, Jacqueline Mars, Marijke Mars, Pamela Mars, Valerie Mars, Victoria Mars                                   | Vereinigte Staaten | 141,9                  | Mars Incorporated               |
| 3    | Familie Koch                               | David Koch, Charles Koch, Bill Koch, Julia Flesher Koch                                                                                            | Vereinigte Staaten | 124,4                  | Koch Industries                 |
| 4    | Familie Dumas                              | Thierry Hermès, Pierre-Alexis Dumas, Axel Dumas | Frankreich         | 111,6                  | Hermès                          |
| 5    | Familie Al Saud                            | Abd al-Aziz ibn Saud, Salman ibn Abd al-Aziz, Faisal ibn Abd al-Aziz, Mohammed bin Salman, Turki ibn Faisal, Al-Walid ibn Talal, Mohammed ibn Naif | Saudi-Arabien      | 100                    | Königsfamilie von Saudi-Arabien |
| 6    | Familie Ambani                             | Mukesh Ambani, Anil Ambani, Nita Ambani | Indien             | 93,7                   | Reliance Industries             |
| 7    | Familie Wertheimer                         | Alain Wertheimer, Gérard Wertheimer | Frankreich         | 61,8                   | Chanel                          |
| 8    | Familie Johnson                            | Edward Johnson, Abigail Johnson | Vereinigte Staaten | 61,2                   | Fidelity Investments            |
| 9    | Familie Thomson                            | Roy Herbert Thomson, David Thomson | Kanada             | 61,1                   | Thomson Reuters                 |
| 10   | Familie Boehringer/von Baumbach            | Albert Boehringer, Hubertus von Baumbach | Deutschland        | 59,2                   | Boehringer Ingelheim            |
| 11   | Familie Cargill-MacMillan                  | William Wallace Cargill | Vereinigte Staaten | 51,6                   | Cargill                         |
| 12   | Familie Albrecht                           | Karl Albrecht, Theo Albrecht, Beate Heister, Karl Albrecht jr., Theo Albrecht jr.                                                                  | Deutschland        | 51                     | Aldi, Trader Joe’s              |
| 13   | Familie Lauder                             | Estée Lauder, Leonard Lauder, William Lauder | Vereinigte Staaten | 49,3                   | Estée Lauder Companies          |
| 14   | Familie Hoffmann/Oeri                      | Fritz Hoffmann-La Roche, Beatrice Oeri | Schweiz            | 47,3                   | Hoffmann-La Roche               |
| 15   | Familie Mulliez                            | Gérard Mulliez | Frankreich         | 45,9                   | Auchan                          |
| 16   | Familie Quandt                             | Emil Quandt, Günther Quandt, Herbert Quandt, Harald Quandt, Susanne Klatten, Stefan Quandt, Gabriele Quandt                                        | Deutschland        | 42,3                   | BMW                             |
| 17   | Familie Dassault                           | Marcel Dassault, Serge Dassault, Olivier Dassault                                                                                                  | Frankreich         | 41,9                   | Dassault Systèmes               |
| 18   | Familie Newhouse                           | S. I. Newhouse junior, Donald Newhouse | Vereinigte Staaten | 41,6                   | Advance Publications            |
| 19   | Familie Van Damme/De Spoelberch/ De Mevius | | Belgien            | 40,2                   | Anheuser-Busch InBev            |
| 20   | Familie Cox                                | Anne Cox Chambers, James M. Cox | Vereinigte Staaten | 38,6                   | Cox Enterprises                 |
| 21   | Familie Rausing                            | Ruben Rausing, Hans Rausing, Kirsten Rausing | Schweden           | 35,9                   | Tetra Pak                       |
| 22   | Familie Kwok                               | Walter Kwok, Thomas Kwok, Raymond Kwok | Hongkong           | 35,6                   | Sun Hung Kai Properties         |
| 23   | Familie Pritzker                           | A.N. Pritzker, Jay Pritzker, J. B. Pritzker, Penny Pritzker                                                                                        | Vereinigte Staaten | 35,3                   | Hyatt                           |
| 24   | Familie Ferrero                            | Pietro Ferrero senior, Michele Ferrero, Giovanni Ferrero                                                                                           | Italien            | 34,5                   | Ferrero                         |
| 25   | Familie Johnson                            | Samuel Curtis Johnson | Vereinigte Staaten | 33,8                   | S. C. Johnson & Son             |

## Historisch
Abgesehen von den Königshäusern und der landbesitzenden Aristokratie waren wohlhabende Familien seit dem Aufkommen des Bankwesens und des Frühkapitalismus in der italienischen Renaissance:
- Die Familie Bardi von Florenz (14. Jahrhundert)

- Die Familie Medici aus Florenz als Eigentümer der Banco Medici, der reichsten Familie im Europa des 15. Jahrhunderts.[2]

- Die Familie Gondi aus Florenz, finanzielle Partner der Familie Medici im 15. Jahrhundert

- Die Familie Fugger aus Augsburg, die reichste Familie im 16. Jahrhundert.[3]

- Die Familie Welser, neben den Fuggern eine der wichtigsten Unternehmerfamilien im Europa des 16. Jahrhunderts.

- Die Familie Baring, Besitzer einer bedeutenden Handelsbank in London im 18. bis 19. Jahrhundert.

- Die Familie Schröder, eine führende Hamburger Hanse-Familie im 18. bis 19. Jahrhundert.

- Die Familie Rothschild wurde in der Mitte des 19. Jahrhunderts zur reichsten Familie.[4]

- Die Familie Goldman-Sachs, Eigentümer der Investmentbank Goldman Sachs von 1869 bis 1912.[5]